# Parafia św. Joachima i Anny w Annopolu
Parafia pw. św. Joachima i Anny w Annopolu - parafia w Annopolu w dekanacie Zawichost diecezji sandomierskiej.

## Zasięg parafii
Do parafii należą wierni z miejscowości: Annopol, Dąbrowa, Huta (3 km), Jakubowice (2 km), Józefin,  Nowy Rachów, Stary Rachów (4 km), Opoczka Mała (3 km), Opoka Duża (2-5 km) i Wymysłów (5-6 km).